# トラ! トラ! トラ!
「トラ! トラ! トラ!」は、シブがき隊の楽曲で、17枚目のシングル。1986年1月22日に発売。

## 概要
シブがき隊にとって最後の出場となった1986年の『第37回NHK紅白歌合戦』で披露。
本来、この回は出番がなかったが、北島三郎と山本譲二が同年の年始にスキャンダルを起こし出場辞退となり、更に代役に抜擢された鳥羽一郎も辞退したため（もう1枠の代役は角川博）、急遽出場が決定した。

## 収録曲
全作詞：森雪之丞　編曲：鷺巣詩郎
1. トラ! トラ! トラ!
  - 作曲：後藤次利
2. 野獣の美学
  - 作曲：山梨鐐平